# Zariqum
Zāriqum (Za-ri-iq) ist der erste inschriftlich belegte Vorsteher der Stadtverwaltung (Šakkanakkum) von Assur (dA-šurki).
Er lebte in der Ur-III-Zeit unter Amar-Suena. Er errichtete den Ištar-Tempel (dBelat-ekallim) wieder und weihte ihn für das Leben seines Herrschers Amar-Suena. Die entsprechende Votivplatte wurde in Qalʿat-Šerġat gefunden. Zāriqum trug die Titel lù, lugal, ensi und GIR.NITA.
Im Jahr 4/5 des Amar-Suena wurde er zusätzlich Statthalter (ensi) von Susa (Su-símKI), wie später auch Ir-Nanna. Hallo will jedoch auch einen Irrtum eines Schreibers nicht ausschließen. Es könnte sich also um zwei verschiedene Individuen gehandelt haben, zumal der Name selbst nicht allzu selten ist.
Er wird auch in einigen zeitgenössischen Wirtschaftstexten aus Drehem erwähnt.

## Bildnisse
Walter Andrae will eine Alabaster-Statue aus dem Ištar-Tempel in Assur als Bild Zariqums identifizieren.